# Anatomia (album K2)
Anatomia – album studyjny polskiego rapera K2. Wydawnictwo ukazało się 4 kwietnia 2014 roku nakładem wytwórni muzycznej MaxFloRec. Gościnnie na albumie wystąpili między innymi Buka, Mati, Jukasz oraz Bu.
Album dotarł do 17. miejsca zestawienia OLiS i uzyskał w Polsce status platynowej płyty.

## Lista utworów
Opracowano na podstawie materiału źródłowego.
1. „Scena otwarcia” – 1:59
2. „Powrót do przyszłości” – 3:45
3. „Materia” – 3:43
4. „Tu umierają anioły” – 4:19
5. „Madafakin szou” – 5:25
6. „Frontkick” (gościnnie: Bu, CMA) – 2:42
7. „Fts” (gościnnie: Kleszcz) – 7:05
8. „Scena dramatu” – 3:04
9. „Mila morska” – 4:18
10. „All Inclusive” – 3:23
11. „Nagi instynkt” – 3:36
12. „1 moment” (gościnnie: Buka) – 5:16
13. „Scena akcji” – 5:03
14. „Mona Lisa” – 5:05
15. „Polski Meksyk” (gościnnie: Buka, Mati, Jukasz) – 7:19
16. „System of a Down” – 4:29
17. „Scena finałowa” – 3:22